# Dulce de lechosa
El dulce de lechosa es un dulce tradicional de Venezuela. Es una conserva de lechosa o papaya que se elabora tradicionalmente en Navidad y Semana Santa.
Es origen de San Rafael del Piñal, estado Táchira.
También es común en la costa pacífica de Colombia donde se le conoce como cabellito de papaya biche.[cita requerida]
Para 2019, el dulce de lechosa fue reconocida como Patrimonio Inmaterial de Venezuela.

## Receta
Para su preparación se usa la pulpa cortada en láminas o cortes de la lechosa (papaya) verde, es decir, que aún no haya madurado. El tamaño y forma de los cortes varía atendiendo a la región. La fruta se rocía con un poco de bicarbonato y se la deja reposar así por unas horas. Posteriormente se la incorpora a una olla grande, junto con panela o azúcar, clavos de olor y un poco de agua, donde se deja en cocción lenta hasta que la papaya cristaliza y se ablanda. En cuanto se enfría, se puede colocar en recipientes de cristal, donde la pectina y el azúcar aseguran una conservación prolongada.
En la Isla de Margarita se suele preparar secando previamente el fruto crudo al sol, por lo que suele tener una consistencia un poco más firme y cristalizada.